# Урање
Урање (фр. Auragne) насеље је и општина у јужној Француској у региону Миди Пирене, у департману Горња Гарона која припада префектури Тулуз.
По подацима из 2011. године у општини је живело 408 становника, а густина насељености је износила 29,93 становника/km². Општина се простире на површини од 13,63 km². Налази се на средњој надморској висини од 265 метара (максималној 292 m, а минималној 183 m).

## Демографија
| 1962. | 1968. | 1975. | 1982. | 1990. | 1999. | 2011. |
| ----- | ----- | ----- | ----- | ----- | ----- | ----- |
| 300   | 305   | 213   | 270   | 299   | 310   | 408   |

График промене броја становника у току последњих година